# Phormoestes palmettovora
Phormoestes palmettovora är en fjärilsart som beskrevs av John B.Heppner 1982. Phormoestes palmettovora ingår i släktet Phormoestes och familjen gnidmalar. Inga underarter finns listade i Catalogue of Life.